# Alessandro Argenton
Alessandro Argenton, född 11 februari 1937 i Cividale del Friuli i Friuli-Venezia Giulia, död 7 januari 2024 i Bologna, Emilia-Romagna, var en italiensk ryttare.
Han tog OS-silver i den individuella fälttävlan i samband med de olympiska ridsporttävlingarna 1972 i München.